# Stavka ceha ameriških filmskih in TV scenaristov (2007–2008)
Večina, več kot 12.000 članov Združenja ameriških filmskih in TV scenaristov (Writers Guild of America - WGA) je 5. novembra 2007 oznanila stavko proti studijem, mrežam in distributerjem, oziroma proti Zvezi filmskih in televizijskih producentov (ang. ''Alliance of Motion Picture and Television Producers'') v večji meri zaradi ''nepoštenega, zanemarjenega, zastarelega in nepravilno porazdeljenega prihodka'' na področju digitalne prodaje (DVD in Blu-ray distribucija, digitalni ogledi na spletu, TV sindikacija, prodaja sorodnih izdelkov (angleško merchandising)).
Scenaristi so v stavki dosegli, da se je povečal procent dobljen od vsakega prodanega oziroma predvajanega dela v digitalni prodaji, namreč menili so, da je bilo v zadnjih 25 letih izgubljenih okoli 15 milijard ameriških dolarjev vrednosti nadomestila za plače in honorarje, torej v škodo scenaristov.

## Tarče stavke in zahtev
Tarča stavke so bili predvsem naslednji večji studijski konglomerati in TV mreže, ter njihovi ključni direktorji, predstavniki ali producenti: CBS-Viacom (Les Moonves), MGM-UA (Harry E. Sloan), NBCUniversal-Comcast (Jeffrey Zucker), The Weinstein Company (Harvey and Bob Weinstein), Lionsgate (Jon Feltheimer), News Corp/Fox-21st Century Fox (Peter Chernin), Paramount Pictures-Viacom (Brad Grey), Anchor Bay/Liberty Media/Starz (Chris McGurk), Sony Pictures-Columbia (Michael Lynton), The Walt Disney Company-ABC Television Group (Robert Iger) in Warner Bros.-Time Warner (Barry Meyer).

## Zahteve scenaristov
Ena od zahtev WGA je bila, da od vsakega prodanega DVD-ja ali Blu-Ray-ja scenarist prejme 0,06%, torej za tretjino več, kot je določeno v stari zavezi. Kadarkoli je bil prodan DVD, ki je npr. stal 19,99 dolarjev, so scenaristi zaslužili 0,04 dolarja. Takšna zaveza je veljala še izpred 25 let in več, ko so se scenaristi in producenti dogovorili, uskladili in prilagodili zaradi nizke prodaje, saj je ogled filma na DVD nosilcih/kasetah v takratnih časih bil luksuz, ki si ga ni vsakdo mogel privoščiti. Scenaristi so kasneje zahteve spreminjali, ena takšnih je bila, da namesto 4 centov, prejmejo 8 (dvakrat več).
Zahtevali so tudi, da zaslužijo od digitalne prodaje (VOD, SVOD ipd.). Scenariste je namreč motilo, da za digitalno prodajo ne zaslužijo popolnoma nič, čeprav TV mreža od vsake ogledane epizode neke oddaje zasluži z oglasi. Scenaristi so mrežam očitali, da ne prejmejo svojega ''procenta'', ko pa oni prihranijo pri stroških, ki bi jih sicer imeli pri fizični DVD distribuciji. Tako po določenih navajanjih prihranijo okoli polovico dolarja, ki bi lahko šel scenaristom. Ker je v času stavke bilo 48 odstotkov piscev v ZDA brezposelnih je stavka bila toliko bolj pomembna, ker če je na primer nek posameznik delal 1 leto, drugo pa ne, bi si zaradi teh sporazumov lahko omogočil dostojnejše življenje. Zato je poklic scenarista tako nekonvencionalen.
V stari zavezi so scenaristi za vsako predvajanje na televiziji od prihodkov licenciranja zaslužili zgolj 0,025 dolarja na vsak poln dolar.

## Posledice
Po nekaterih ocenah je v 100 dneh, kolikor je stavka trajala, gospodarstvo izgubilo okoli 1,5 milijarde ameriških dolarjev, po ocenah ekonomista Jack Kyserja pa od dobri 2,1 in vse tja do 2,5 milijarde ameriških dolarjev, kar je štirikrat toliko kot leta 1988, ko je izbruhnila najdaljša stavka ceha scenaristov, ki je trajala 153 dni in prav tako popolnoma ohromila zabavno industrijo.
Kar 50.000 ljudi ni moralo nadaljevati z delom, najbolj je bila finančno ogrožena skupnost Los Angeles, v celi skupnosti je za posledicami stavke delo izgubilo več kot 37.700 ljudi (precejšen delež ljudi zaposlenih v cateringu in logistiki, ki sta pomemben člen podizvajalstva v zabavni industriji; a sledila so jima praktično vse druge dejavnosti).
Posledice stavke niso bile le finančne narave. Spremenile so se celo navade televizijskih gledalcev. TV mreže so sicer v prvih nekaj tednih stavke resda vrtele stare priljubljene nadaljevanke in nanizanke (kar ni v njihovi navadi), a se po dveh mesecih to ni več izšlo. Osnovna gledanost je padla, resničnostni šovi, nanizanke, nadaljevanke so bile odpovedane, saj pri vseh oddajah sodeluje skupina scenaristov imenovana scenaristična pisarna (angleško writers room), ki pa ob boku s stavko, niso smeli kršiti pravila stavke, s tem da bi delali. Epizodična televizija ima namreč navado, da ekipa scenaristov spiše scenarij, nato se epizodo posname in nato vrti na televiziji. Ciklus se torej ponovi pri vsaki epizodi, kar v TV sezoni zahteva scenaristovo popolno navzočnost, tudi na samem snemanju, ko so še revizije scenarijev v popravkih zaradi dialogov ali menjavanja dramaturško spremenjenih scen. Prepoved je veljala za tiste, ki so bili člani združenja (v Hollywoodu je stalna praksa, da se najema scenariste, ki so v tem združenju), zato so se v času stavke širile govorice, da pogovorne oddaje, ki prav tako zaposlujejo scenariste - kršijo njihova pravila s tem, da pišejo pod psevdonimi. Konkretnih dokazov niso našli.
Trpela, čeprav manj kot televizijska, je tudi filmska produkcija. Med drugim se je zavlekla produkcija filma Angeli in demoni s Tomom Hanksom v glavni vlogi. Odpovedali so celo drugo najpomembnejšo podelitev nagrad v Hollywoodu: Zlate globuse, saj scenaristi niso smeli dokončati scenarija.

### Ogroženost izvedbe in podelitev industrijskih nagrad
Zaradi prepovedi pisanja scenaristov so bile ogrožene številne podelitve industrijskih nagrad za prenos na televiziji, med drugim tudi oskarji in zlati globusi, ki so bili celo odpovedani.
Združenje filmskih in televizijskih igralcev SAG (angleško Screen Actors Guild) so bili ves čas stavke solidarni s scenaristi. Zato je WGA 11. decembra 2007 dovolil, da lahko pisci izjemoma spišejo scenarij za 14. podelitev SAG nagrad, ki je bila prikazovana 27. januarja 2008 na TNT in TBS.
18. decembra 2007 je WGA sporočil, da nikakor ne bodo storili enakih izjem pri podelitvi oskarjev in zlatih globusov. SAG je odločitev ceha scenaristov podpiral in najavil, da tudi oni ne bodo podprli obeh nagrad, kar je posledično pomenilo, da ni bilo ne scenarija za podelitev, ne podeljevalcev nagrad (angleško presenters), torej zvezdnikov, zaradi katerih so prenosi podelitev v prvi vrsti gledane. Prireditev je bila v celoti bojkotirana.
Združenje tujih novinarjev Hollywooda (Hollywood Foreign Press Association - HFPA), ki vsakoletno organizira zlate globuse, je še naprej poskušalo prepričati WGA, a neuspešno. Brez igralcev, ki bi podelili nagrade in scenaristov je bila prireditev v celoti bojkotirana in na bojni nogi za obstanek. HFPA in TV mreža NBC, ki prikazuje prireditev sta se bili primorani za prenos prireditve prilagoditi. Tudi tokrat, neuspešno. Po tem, ko je 7. januarja 2008 NBC uradno preklical podelitev, je HFPA izvedbo v celoti organizirala sama. Zmagovalce je naznanila v obliki tiskovne konference, ki je bila odprta za vse medije. Rating gledanosti podelitve v obliki konference je na NBC gledalo komaj 4,7 milijona ljudi v primerjavi z letom prej, ko je imela več kot 16 milijonov gledalcev. WGA je HFPA obrazložila, da ne želijo bojkotirati ali diskreditirati prireditve, ker vedo, da imajo sicer scenaristi podporo novinarjev, ki so hkrati člani HFPA.
Stavka se je končala 12 dni pred podelitvijo oskarjev, ki so potekali 24. februarja. Številni so za nizko gledanost oskarjev krivili stavko, ker so scenaristi imeli veliko manj časa za priprave. Stavka je prav tako očrnila televizijsko mrežo ABC, ki prikazuje oskarje. Mnogi člani so bili mnenja, da če se stavka ne bi pravočasno končala, bi bili oskarji ravno tako odpovedani in primorani na alternativo, kot so pred izziv bili postavljeni organizatorji zlatih globusov.

## Konec stavke in uresničene zahteve
Stavka se je končala z volitvami članov sindikata WGA, ki so večinsko odločili, da prenehajo stavkati, večino zahtev se je uresničilo s korekcijami (nižjimi od pričakovanih), z nekaj izjemami.
| Nadomestila                          | Začetne zahteve | Uresničene zahteve |
| ------------------------------------ | --- | --- |
| DVD-videoformat (DVD in videokasete) | 0,6% od prvega milijona distributerjevih prihodkov, nato 0,72%.                                                                            | WGA umaknil predlog pred stavko. |
| Področje novih medijev               | 2,5% od distributerjevih prihodkov v okviru Interneta, mobilne telefonije in vsakega drugega medija, ki še ni pokrit s kolektivno pogodbo. | Internetna prodaja: 0,36% od distributerjevih prihodkov za prvih 100.000 pretočenih televizijskih vsebin in 50.000 za celovečerne filme; nato 0,7% za televizijske vsebine in 0,65% za filmske vsebine. Internetna izposoja: 1,2% od distributerjevih prihodkov. Streaming video (nove TV vsebine): 2% od distributerjevih prihodkov brez prvih 17 dni, ko je vsebina v realizaciji. |
| Področje resničnostnih šovov         | Področje se uredi s kolektivno pogodbo in scenaristi postanejo člani Sindikata.                                                            | V procesu stavke se WGA zahtevi odpove. |

Predstavniki in pogajalci pri stavki so dosegli dogovor 8. februarja 2008. Neimensko so s strani ceha scenaristov konec stavke potrdili 10. februarja. Scenaristi so z glasovanjem, kar 92.5% članov - potrdili konec stavke 12. februarja. 26. februarja so naznanili, da so ratificirali končno pogodbo, še isti trenutek je podporo o odločitvi podalo 93.6% članov ceha.